# Bicryptella crassicornis
Bicryptella crassicornis är en stekelart som först beskrevs av Brulle 1846.  Bicryptella crassicornis ingår i släktet Bicryptella och familjen brokparasitsteklar. Inga underarter finns listade.